# 水磨溝区
水磨溝区（すいまこう-く、ウイグル語：شۇيموگۇ رايونى）は、中華人民共和国新疆ウイグル自治区ウルムチ市に位置する市轄区。ウルムチ市の中心的区域の一つで、総面積約278平方キロメートル、29の民族が居住し、人口約54万人。

## 地理
水磨溝区はウルムチ市の北東地域にあり、ジュンガル盆地の南端に位置し、天山山脈ボゴダ峰の西側北嶺に当たる。現在この区画は、南は江山路で米東区と天山区と接し、南東は達坂城区と接し、西は河灘高速道路とサイバグ区と新市区に接しており、北と東は米東区と接している。

## 歴史
この近辺は秦代から西漢初期、車師の頃から遊牧民の地域であった。西漢王朝の宣帝が神爵2年（紀元前60年）に「西域」を統括する西域都護を烏壘（タリム盆地のチャーディル近辺）に設置し、現在の水磨溝区の地域も正式に西漢の版図に入った。
唐代には水磨溝区は輪台県（ブグル県）に属し、安西大都護府の管轄であった。明代はモンゴル族系オイラトの一部族ホシュートや、ジュンガルがこの地を治めていた。その後清代になって清がこの地域を隷属し、迪化州、迪化府、迪化県の管轄となり、現在の六道湾、七道湾の辺りが開拓された。
中華人民共和国成立後、迪化市、その後ウルムチ市となった。1956年にウルムチ市五区とウルムチ県一区の一部が合併し、水磨溝工鉱区が設立された。1969年には八道湾鎮が水磨溝工鉱区に併合された。さらに同年、水磨溝工鉱区は水磨溝区に改称された。

## 観光
- 南湖人民広場
- 水磨溝風景区：水磨溝公園
- 紅山公園

## 行政区画
15街道を管轄：
- 街道弁事処：水磨溝街道、六道湾街道、八道湾街道、葦湖梁街道、新民路街道、南湖南路街道、南湖北路街道、七道湾街道、楡樹溝街道、石人子溝街道、水塔山街道、華光街街道、竜盛街街道、振安街街道、河馬泉街道